# Attantané
Attantané est une localité et une commune rurale du Niger, département de Mayahi, région de Maradi.

## Géographie
La localité de Attantané est située à 20 km au nord-ouest du chef-lieu départemental Mayahi.
| Kornaka        | Guidan Amoumoune | Tchaké |
| Maïyara        | Attantané        | Mayahi |
| Sarkin Haoussa | Mayahi           | Mayahi |

## Histoire
La commune rurale de Attantané instaurée en 2002, est issue du canton de Mayahi.

## Population
Lors du recensement général de 2012, la population communale est relevée à 71 928 habitants, dont 2 207 habitants pour la localité chef-lieu communal.

## Localités
La commune s'étend sur 37 villages, 108 hameaux et 9 camps au centre-ouest du département de Mayahi.

## Services et infrastructures
- Centre de Santé Intégré (CSI) à Attantané, Amani Aréwa, de Maïbagaï et Toubounda[5].
- Collège d'enseignement général (CEG) à Attantané.
- Centre de formation des métiers (CFM) à Attantané.